# Eduardo Gomes da Silva
Eduardo Gomes da Silva (Serreta, 27 de julho de 1876 — Angra do Heroísmo, 10 de novembro de 1955) foi um oficial de Infantaria do Exército Português que se destacou no campo da arquitectura, da topografia e da fotografia. Comandou o Depósito de Concentrados Alemães que foi constituído no Castelo de São João Baptista do Monte Brasil durante a participação portuguesa na Primeira Guerra Mundial.

## Biografia
Após concluir o curso na escola do Exército iniciou uma carreira como oficial da arma de Infantaria.
Prestava serviço como oficial subalterno na Guarda Municipal de Lisboa aquando da implantação da República Portuguesa em 5 de outubro de 1910. Foi aprisionado na Rotunda pelas forças comandadas por Machado Santos.
Foi nomeado comandante do Depósito de Concentrados Alemães que funcionou no Castelo de São João Baptista do Monte Brasil durante a participação portuguesa na Primeira Guerra Mundial e até à assinatura do Tratado de Versalhes.
Terminou a sua carreira militar no posto de coronel, tendo exercido as funções de comandante da Zona Militar dos Açores.
Apesar de ser oficial da arma de Infantaria, os seus interesses eram no capo da engenharia e da arquitectura. Foi autor de múltiplos projectos de edifícios e de estradas, destacando-se entre os projectos da sua autoria os que deram origem a alguns dos prédios mais marcantes da cidade de Angra do Heroísmo, nomeadamente a reconstrução do Teatro Angrense e o edifício sede da Confederação Operária Terceirense. Alguns dos seus projectos não foram construídos, entre eles uma nova praça de touros para a cidade de Angra e um arranjo urbanístico para o Alto das Covas (projectos elaborados na década de 1930).
Foi um dos pioneiros da topografia nos Açores, tendo procedido aos estudos prévios e ao levantamento dos terrenos onde foi implantada a Base Aérea das Lajes, sendo o autor do relatório que confirma ser aquele local o mais apropriado para a construção de um aeródromo. Pela qualidade do seu relatório foi em 1934 louvado por Santos Costa, então Ministro da Guerra.
Foi também fotógrafo amador de mérito, tendo dinamizado várias exposições fotográficas na ilha Terceira e noutros locais. Na senda do fotografo Carlos Franco, que havia fotografado Angra em 1901, é autor de uma fotografia famosa, feita em 1928 a partir do Pico das Cruzinhas, abrangendo a costa sul da ilha Terceira, desde São Mateus à Salga. Impressa na Alemanha, era considerada ao tempo uma das maiores panorâmicas jamais produzidas.